# Seinäjoki vasútállomás
Seinäjoki vasútállomás Finnországban, Seinäjoki településen található.

## Vasútvonalak
Az állomást az alábbi vasútvonalak érintik:
- Tampere–Seinäjok-vasútvonal
- Seinäjoki–Oulu-vasútvonal
- Seinäjoki–Vaasa-vasútvonal
- Haapamäki–Seinäjoki-vasútvonal
- Seinäjoki–Kaskinen railway

## Kapcsolódó állomások
A vasútállomáshoz az alábbi állomások vannak a legközelebb:
- Ruha railway station (Oulu vasútállomás, Seinäjoki–Oulu-vasútvonal, északkelet)